# 中國外匯交易中心
中國外匯交易中心（英語：China Foreign Exchange Trade System，全稱中國外匯交易中心（全國銀行間同業拆借中心））是中國人民銀行的直屬機構。

## 背景
1993年12月25日，國務院發出《關於進一步改革外匯管理體制的通知》，提出建立銀行間的外匯市場。1994年4月4日，實行銀行對客戶的結售匯制度，中國外匯交易中心在上海成立，正式運行，統一了中國內地銀行間的外匯交易市場，並為金融機構提供清艋算服務。
2002年6月1日起，中國外匯中心為金融機構辦理外幣拆借中介業務，統一了中國內地的外幣同業拆借市場。
中國外匯交易中心公佈三套人民幣匯率指數，分別為CFETS人民幣匯率指數、BIS貨幣籃子人民幣匯率指數和SDR貨幣籃子人民幣匯率指數。

## 外部連結
- 中国外汇交易中心暨全国银行间同业拆借中心